# كريس لوي
كريس لوي (بالإنجليزية: Chris Lowe)‏ هو عازف لوحة المفاتيح وملحن بريطاني، ولد في 4 أكتوبر 1959 في بلاكبول في المملكة المتحدة.

## وصلات خارجية
- كريس لوي على موقع IMDb (الإنجليزية)
- كريس لوي على موقع ميوزك برينز (الإنجليزية)
- كريس لوي على موقع إن إن دي بي (الإنجليزية)
- كريس لوي على موقع أول ميوزيك (الإنجليزية)
- كريس لوي على موقع ديسكوغز (الإنجليزية)
- كريس لوي على موقع قاعدة بيانات الفيلم (الإنجليزية)